# Gustav Freij
Karl Gustav Freij, född 17 mars 1922, död 4 augusti 1973, var en svensk brottare.
Freij brottades för IK Sparta i Malmö. Han tog OS-guld i grekisk-romersk brottning 67-kilosklassen 1948 i London. I samma klass tog han 1952 OS-silver och 1960 OS-brons.

## Privatliv
Gustav Freij jobbade som tryckare på Allhems tryckerier i Malmö. Han avled i ALS och ligger begravd på Östra kyrkogården i Malmö. På gravstenen står "Fyrfaldig olympier London 1948 Helsingfors 1952 Melbourne 1956 Rom 1960".
Freijs brorson, Leif Freij, var också en framgångsrik brottare.